# Преподобни Никон Покајаније
Преподобни Никон Покајаније грч. Νικων ο Μετανοειτε) је православни светитељ из X века.
Рођен је око 930. године у граду Понту у Јерменији, у племићкој породици. У младости се замонашио. У манастиру се подвизавао дванаест година и превазишо ондашње монахе крајњом строгошћу према себи. Касније напушта манастир и проповеда Еванђеље широм Византијског царства. Упамћен је по сталном позивању на покајање, због чега је прозван "Покајаније". 
Проповедајући Јеванђеље обишао је читаву Анатолију и Пелопонез. Након протеривања арапа са Крита 961. од стране византијског цара Нићифора II Фоке, постао је активан као мисионар проповедник на острву, радећи на томе да врати недавно преобраћене у ислам назад у хришћанство.
Након што је провео пет година на Криту, Никон је мисионарио по Епидауросу, Атини и Еубеји. Потом је отпутовао у Тебу и Коринт, и на крају на Пелопонез, па у Спарту. Док је боравио у Спарти, изграђене су три цркве и један манастир. Завршио је свој живот у континенталној Грчкој, у провинцији Лаконија, где је извршио значајан утицај на свештенство и лаике, оснивањем великог броја цркава. Као резултат тога, након канонизације од стране Грчке православне цркве, он је постао светац заштитник града Спарте и регион Мани Пенинсула (јужни део античке Спарте) где је донео хришћанство.
Умро је у манастиру 26. новембра 998. године.
Православна црква прославља преподобног Никона 26. новембра по црквеном календару. 